# Nathembo
El nathembo o sakati (Sangaji), és una de les llengües bantus parlades per una fracció dels macua de Moçambic.